# Santo Tomé (Jaén)
Santo Tomé er en by og kommune i det sydlige Spanien i provinsen Jaén. Den har et indbyggertal på 2.077 (2024) indbyggere.